# 徐堌堆墓群
徐堌堆墓群，又名徐堌堆汉墓群，位于中华人民共和国河南省商丘市梁园区水池铺乡和王楼乡，2013年被列为第七批全国重点文物保护单位。
徐堌堆墓群由徐堌堆汉墓、沈堌堆汉墓、朱堌堆汉墓（以上三处位于水池铺乡）、胡堌堆汉墓和三陵台（以上两处位于王楼乡）组成。前四座汉墓推测是东汉梁王的墓葬，而三陵台据文献记载在汉代就已经存在，传说为古宋国的王陵。